# 국가지원지방도 제79호선
국가지원지방도 79호선은 대한민국 경상남도 창녕군 유어면 부곡리 유어삼거리와 경상북도 안동시 풍천면 가곡리 하회 교차로를 잇는 국가지원지방도이다.
경상남도 창녕군부터 경상북도 칠곡군까지 구간은 국가지원지방도 제67호선과 노선이 중복된다.
본래 종점은 경상북도 안동시 일직면 망호리 망호 교차로였으나 2021년 6월 22일 경북도청신도시 인근 경상북도 안동시 풍천면 가곡리 하회 교차로까지 연장되었다.

## 역사
본래 1994년 국도 연장 및 신설 계획안에 포함되지 않은 구간이었으나 2001년 국가지원지방도 노선 지정령을 전면 개정하면서 새로 지정된 노선이다.
- 2001년 8월 25일: 국가지원지방도 제79호선 창녕 ~ 안동선으로 노선 지정[1]
- 2002년 12월 12일 : 칠곡군 왜관읍 매원리 ~ 아곡리 3.17km 구간 개통[2]
- 2004년 4월 30일 : 옥산 ~ 풍천간 도로(의성군 단촌면 후평리 ~ 일직면 귀미리) 820m 구간 확장 개통[3]
- 2006년 8월 31일 : 이지교(군위군 의흥면 이지리) 884m 구간 재가설 개통[4]
- 2007년 12월 18일 : 우곡교(대구광역시 달성군 구지면 대암리 ~ 경상북도 고령군 우곡면 연리) 신설 개통[5]
- 2008년 3월 24일 : 오상교(의성군 사곡면 오상리) 180m 구간 재가설 개통[6]
- 2016년 7월 13일 : 국가지원지방도 제67호선의 노선 변경으로 인해 기존 중복 구간 수정[7]
- 2017년 12월 1일 : 동명 ~ 부계간 도로(칠곡군 동명면 기성리 ~ 군위군 부계면 창평리) 14.24km 구간 및 팔공산터널 개통, 기존 21.14km 구간 폐지[8]
- 2019년 1월 25일 : 왜관 ~ 가산간 도로(칠곡군 석적읍 반계리 ~ 가산면 다부리) 9.055km 구간 확장 개통, 기존 6.098km 구간 폐지[9]
- 2019년 6월 17일 : 왜관 ~ 가산간 도로(칠곡군 왜관읍 매원리 ~ 석적읍 반계리) 5.952km 구간 확장 개통, 기존 칠곡군 왜관읍 매원리 729m 구간 폐지[10]
- 2021년 6월 22일: 종점을 경상북도 안동시 일직면 망호리에서 경상북도 안동시 풍천면 가곡리로 연장[11]
- 2023년 7월 1일: 군위군 전역을 대구광역시로 편입되었다.

## 통과하는 지역
경상남도
- 창녕군 (유어면 - 이방면)

대구광역시
- 달성군 구지면

경상북도
- 고령군 (우곡면 - 개진면 - 대가야읍 - 운수면) - 성주군 (용암면 - 선남면)

대구광역시
- 달성군 하빈면

경상북도
- 칠곡군 (왜관읍 - 석적읍 - 가산면 - 동명면)

대구광역시
- 군위군 (부계면 - 산성면 - 의흥면)

경상북도
- 의성군 (가음면 - 춘산면 - 사곡면 - 옥산면 - 점곡면 - 단촌면) - 안동시 (일직면 · 남후면 · 수상동 · 옥동 · 송현동 · 풍산읍 · 풍천면)

## 노선

### 경상남도
| 이름                            | 접속 노선                                                                                  | 소재지               | 소재지               | 비고                                                         |
| 국도 제79호선과 직결            | 국도 제79호선과 직결                                                                       | 국도 제79호선과 직결 | 국도 제79호선과 직결 | 국도 제79호선과 직결                                         |
| ------------------------------- | ------------------------------------------------------------------------------------------ | -------------------- | -------------------- | ------------------------------------------------------------ |
| 유어삼거리                      | 국도 제20호선 국도 제24호선 국가지원지방도 제67호선 (우포1대로) 국도 제79호선 (유어장마로) | 창녕군               | 유어면               | 시점 국도 제20, 24호선과 중복 국가지원지방도 제67호선과 중복 |
| 유어면사무소                    |                                                                                            | 창녕군               | 유어면               | 국도 제20, 24호선과 중복 국가지원지방도 제67호선과 중복      |
| 유어파출소                      | 미수원길                                                                                   | 창녕군               | 유어면               | 국도 제20, 24호선과 중복 국가지원지방도 제67호선과 중복      |
| (미구)                          | 미구길                                                                                     | 창녕군               | 유어면               | 국도 제20, 24호선과 중복 국가지원지방도 제67호선과 중복      |
| 등대중학교(폐교)                | 가항길                                                                                     | 창녕군               | 유어면               | 국도 제20, 24호선과 중복 국가지원지방도 제67호선과 중복      |
| (승계)                          | 등대2길                                                                                    | 창녕군               | 유어면               | 국도 제20, 24호선과 중복 국가지원지방도 제67호선과 중복      |
| 유어교                          |                                                                                            | 창녕군               | 유어면               | 국도 제20, 24호선과 중복 국가지원지방도 제67호선과 중복      |
|                                 | 이방면                                                                                     | 창녕군               |                      | 국도 제20, 24호선과 중복 국가지원지방도 제67호선과 중복      |
| (성산)                          | 우포3로                                                                                    | 창녕군               |                      | 국도 제20, 24호선과 중복 국가지원지방도 제67호선과 중복      |
| 이남삼거리                      | 국도 제20호선 국도 제24호선 국가지원지방도 제67호선 (우포1대로)                            | 창녕군               |                      | 국도 제20, 24호선과 중복 국가지원지방도 제67호선과 중복      |
| 이방면사무소                    |                                                                                            | 창녕군               |                      |                                                              |
| 안리삼거리                      | 지방도 제1080호선 (우포2로) 뒷골길 안리내동길                                              | 창녕군               |                      |                                                              |
| 창녕옥야중학교 창녕옥야고등학교 |                                                                                            | 창녕군               |                      |                                                              |
| 이방정류소(이방약국)            | 지방도 제1034호선 (이방대합로)                                                             | 창녕군               |                      |                                                              |
| 곡교                            |                                                                                            | 창녕군               |                      |                                                              |

### 대구광역시(경상북도고령군이남 지역)
| 이름       | 접속 노선 | 소재지 | 소재지 | 비고 |
| ---------- | --------- | ------ | ------ | ---- |
| 당산삼거리 | 과학남로  | 달성군 | 구지면 |      |
| 우곡교     |           | 달성군 | 구지면 |      |

### 경상북도(고령군·성주군)
| 이름                      | 접속 노선                                        | 소재지                 | 소재지                                                  | 비고                      |
| ------------------------- | ------------------------------------------------ | ---------------------- | ------------------------------------------------------- | ------------------------- |
| 우곡교 포리교             |                                                  | 고령군                 | 우곡면                                                  |                           |
| 포리사거리                | 객기나루길 우곡강변길                            | 고령군                 | 우곡면                                                  |                           |
| 연리네거리                | 객기나루길 답곡길                                | 고령군                 | 우곡면                                                  |                           |
| 우곡중학교                |                                                  | 고령군                 | 우곡면                                                  |                           |
| (충효마을)                | 대곡로                                           | 고령군                 | 우곡면                                                  |                           |
| 열뫼삼거리                | 개경포로                                         | 고령군                 | 개진면                                                  |                           |
| 개진산업단지              | 개진산단길                                       | 고령군                 | 개진면                                                  |                           |
| 직동초등학교(폐교)        |                                                  | 고령군                 | 개진면                                                  |                           |
| 양전교                    | 양전길                                           | 고령군                 | 개진면                                                  |                           |
| 양전삼거리                | 성산로                                           | 고령군                 | 개진면                                                  |                           |
| 금산재                    |                                                  | 고령군                 | 개진면                                                  |                           |
|                           | 대가야읍                                         | 고령군                 |                                                         |                           |
| 회천교                    |                                                  | 고령군                 |                                                         |                           |
| 헌문 교차로               | 국도 제26호선 국도 제33호선 (가야로)             | 고령군                 | 국도 제26, 33호선과 중복                                |                           |
| 고령 교차로               | 국도 제26호선 국가지원지방도 제67호선 (동고령로) | 고령군                 | 국도 제26, 33호선과 중복 국가지원지방도 제67호선과 중복 |                           |
| 우곡천교                  |                                                  | 고령군                 | 국도 제33호선과 중복 국가지원지방도 제67호선과 중복     |                           |
| 본관 교차로               | 대가야로                                         | 고령군                 | 국도 제33호선과 중복 국가지원지방도 제67호선과 중복     |                           |
| 본관교                    |                                                  | 고령군                 | 국도 제33호선과 중복 국가지원지방도 제67호선과 중복     |                           |
| 옥산교                    | 대가야로                                         | 고령군                 | 국도 제33호선과 중복 국가지원지방도 제67호선과 중복     | 운수면                    |
| 월산 교차로               | 국도 제33호선 (가야로)                           | 고령군                 | 국도 제33호선과 중복 국가지원지방도 제67호선과 중복     | 운수면                    |
| 봉평교                    |                                                  | 고령군                 | 국가지원지방도 제67호선과 중복                          | 운수면                    |
| 봉평리                    | 대평로 운성로                                    | 고령군                 | 국가지원지방도 제67호선과 중복                          | 운수면                    |
| 운수면사무소 운수초등학교 |                                                  | 고령군                 | 국가지원지방도 제67호선과 중복                          | 운수면                    |
| 이례재                    |                                                  | 고령군                 | 국가지원지방도 제67호선과 중복                          | 운수면                    |
|                           | 성주군                                           | 용암면                 | 국가지원지방도 제67호선과 중복                          |                           |
| (교차로 명칭 미상)        | 성주군                                           | 용암면                 | 국가지원지방도 제67호선과 중복                          | 지방도 제905호선 (성암로) |
| (교차로 명칭 미상)        | 성주군                                           | 용암면                 | 국가지원지방도 제67호선과 중복                          | 지방도 제905호선 (상성로) |
| 용암교                    | 성주군                                           | 용암면                 | 국가지원지방도 제67호선과 중복                          |                           |
| 상언 교차로               | 성주군                                           | 용암면                 | 국가지원지방도 제67호선과 중복                          | 상언1길                   |
| 기성 교차로               | 성주군                                           | 용암면                 | 국가지원지방도 제67호선과 중복                          | 기산1길                   |
| (교량)                    | 성주군                                           | 용암면                 | 국가지원지방도 제67호선과 중복                          |                           |
| (교차로 명칭 미상)        | 성주군                                           | 용암면                 | 국가지원지방도 제67호선과 중복                          | 운용로                    |
| (교차로 명칭 미상)        | 성주군                                           | 용암면                 | 국가지원지방도 제67호선과 중복                          |                           |
| 도성교                    | 성주군                                           |                        | 국가지원지방도 제67호선과 중복                          | 선남면                    |
| 광영 교차로               | 성주군                                           | 국도 제30호선 (성주로) | 국도 제30호선과 중복 국가지원지방도 제67호선과 중복     | 선남면                    |
| 광영검문소                | 성주군                                           | 선노로                 | 국도 제30호선과 중복 국가지원지방도 제67호선과 중복     | 선남면                    |
| 성주대교                  | 성주군                                           |                        | 국도 제30호선과 중복 국가지원지방도 제67호선과 중복     | 선남면                    |

### 대구광역시(경상북도칠곡군이남 지역)
| 이름          | 접속 노선                  | 소재지 | 소재지 | 비고                                                         |
| ------------- | -------------------------- | ------ | ------ | ------------------------------------------------------------ |
| 성주대교      |                            | 달성군 | 하빈면 | 국도 제30호선과 중복 국가지원지방도 제67호선과 중복          |
| 하산리 교차로 | 달구벌대로2길 하목정길     | 달성군 | 하빈면 | 국도 제30호선과 중복 국가지원지방도 제67호선과 중복          |
| 동곡 교차로   | 국도 제30호선 (달구벌대로) | 달성군 | 하빈면 | 국도 제30호선과 중복 국가지원지방도 제67호선과 중복          |
| 하빈 교차로   | 하산길                     | 달성군 | 하빈면 | 국가지원지방도 제67호선과 중복                               |
| 적산 교차로   | 묘동길                     | 달성군 | 하빈면 | 국가지원지방도 제67호선과 중복 상행 진출 불가 하행 진입 불가 |

### 경상북도(달성군하빈면이북 지역)
| 이름                        | 접속 노선                                                  | 소재지 | 소재지                            | 비고                                                         |
| --------------------------- | ---------------------------------------------------------- | ------ | --------------------------------- | ------------------------------------------------------------ |
| 적산 교차로                 | 묘동길                                                     | 칠곡군 | 왜관읍                            | 국가지원지방도 제67호선과 중복 상행 진출 불가 하행 진입 불가 |
| (더벙골)                    | 금남1길                                                    | 칠곡군 | 왜관읍                            | 국가지원지방도 제67호선과 중복 상행 진출 불가 하행 진입 불가 |
| 낙산 교차로                 | 2산업단지1길                                               | 칠곡군 | 왜관읍                            | 국가지원지방도 제67호선과 중복                               |
| 낙산초등학교                |                                                            | 칠곡군 | 왜관읍                            | 국가지원지방도 제67호선과 중복                               |
| 금산 교차로 (금산교)        | 공단로                                                     | 칠곡군 | 왜관읍                            | 국가지원지방도 제67호선과 중복                               |
| 금산1 교차로                | 닥실길                                                     | 칠곡군 | 왜관읍                            | 국가지원지방도 제67호선과 중복                               |
| 달오교                      |                                                            | 칠곡군 | 왜관읍                            | 국가지원지방도 제67호선과 중복                               |
| 달오 교차로                 | 구상길                                                     | 칠곡군 | 왜관읍                            | 국가지원지방도 제67호선과 중복                               |
| (제2왜관교 동단)            | 국도 제4호선 (칠곡대로) 국가지원지방도 제67호선 (강변대로) | 칠곡군 | 왜관읍                            | 국가지원지방도 제67호선과 중복 국도 제4호선과 중복           |
| (이름 없음)                 | 중앙로                                                     | 칠곡군 | 왜관읍                            | 국도 제4호선과 중복                                          |
| 매원사거리                  | 국도 제4호선 (칠곡대로) 관문로                             | 칠곡군 | 왜관읍                            | 국도 제4호선과 중복                                          |
| 대구국과수사거리            |                                                            | 칠곡군 | 왜관읍                            |                                                              |
| 반월 교차로 (반월교)        | 봉계로                                                     | 칠곡군 | 왜관읍                            |                                                              |
| 칠곡종합운동장              |                                                            | 칠곡군 | 왜관읍                            |                                                              |
| 농기계단지 교차로 (아곡1교) | 아곡6길                                                    | 칠곡군 | 왜관읍                            |                                                              |
| 아곡2교                     |                                                            | 칠곡군 | 왜관읍                            |                                                              |
| 아곡삼거리                  | 석전로                                                     | 칠곡군 | 왜관읍                            |                                                              |
| 박실마을사거리              | 아곡3길                                                    | 칠곡군 | 왜관읍                            |                                                              |
| 반계육교                    |                                                            | 칠곡군 | 석적읍                            |                                                              |
| 반계사거리                  | 중지3길 반계3길                                            | 칠곡군 | 석적읍                            |                                                              |
| 반계리                      | 호국로                                                     | 칠곡군 | 석적읍                            |                                                              |
| 샛터 교차로                 |                                                            | 칠곡군 | 석적읍                            |                                                              |
| 반지천1교 반지천2교         |                                                            | 칠곡군 | 석적읍                            |                                                              |
| 망정1 교차로                | 호국로 포망로                                              | 칠곡군 | 석적읍                            |                                                              |
| 망정2 교차로 (망정교)       | 호국로 소학로                                              | 칠곡군 | 석적읍                            |                                                              |
| 도개사거리                  | 도개2길                                                    | 칠곡군 | 석적읍                            |                                                              |
| 온천사거리                  | 호국로 도개5길 도개6길                                     | 칠곡군 | 석적읍                            |                                                              |
| 도개교                      |                                                            | 칠곡군 | 석적읍                            |                                                              |
| 유학산터널                  |                                                            | 칠곡군 | 가산면                            | 연장 1,305m                                                  |
| 학산교                      |                                                            | 칠곡군 | 가산면                            |                                                              |
| 다부 나들목                 | 55호선 중앙고속도로 지방도 제923호선 (호국로)              | 칠곡군 | 가산면                            | 지방도 제923호선과 중복                                      |
| 전적기념관 교차로           | 호국로                                                     | 칠곡군 | 가산면                            | 지방도 제923호선과 중복                                      |
| 다부교                      |                                                            | 칠곡군 | 가산면                            | 지방도 제923호선과 중복                                      |
| 다부원 교차로               | 국도 제5호선 국도 제25호선 지방도 제923호선 (경북대로)     | 칠곡군 | 가산면                            | 국도 제5, 25호선과 중복 지방도 제923호선과 중복              |
| 다부원앞                    | 다부원1길                                                  | 칠곡군 | 가산면                            | 국도 제5, 25호선과 중복                                      |
| 소야고개                    |                                                            | 칠곡군 | 가산면                            | 국도 제5, 25호선과 중복                                      |
|                             | 동명면                                                     | 칠곡군 |                                   | 국도 제5, 25호선과 중복                                      |
| 학명리                      | 남원로                                                     | 칠곡군 |                                   | 국도 제5, 25호선과 중복                                      |
| 금암리                      | 동명중앙길                                                 | 칠곡군 |                                   | 국도 제5, 25호선과 중복                                      |
| 동명사거리                  | 국도 제5호선 국도 제25호선 (경북대로) 금암2길              | 칠곡군 |                                   | 국도 제5, 25호선과 중복                                      |
| 구덕네거리                  | 구남로 송림길                                              | 칠곡군 |                                   |                                                              |
| 송림삼거리                  | 송림길                                                     | 칠곡군 |                                   |                                                              |
| 기성교                      |                                                            | 칠곡군 |                                   |                                                              |
| 기성삼거리                  | 한티로                                                     | 칠곡군 |                                   |                                                              |
| 기성1교                     |                                                            | 칠곡군 |                                   |                                                              |
| 가좌 교차로                 | 팔공산로 기성3길                                           | 칠곡군 |                                   |                                                              |
| 기양천교                    |                                                            | 칠곡군 |                                   |                                                              |
| 득명 교차로                 | 득명2길                                                    | 칠곡군 |                                   |                                                              |
| 팔공산터널                  |                                                            | 칠곡군 | 상행 연장 3,670m 하행 연장 3,712m |                                                              |

### 대구광역시(경상북도칠곡군이북 지역)
| 이름                                                    | 접속 노선                                   | 소재지 | 소재지 | 비고                              |
| ------------------------------------------------------- | ------------------------------------------- | ------ | ------ | --------------------------------- |
| 팔공산터널                                              |                                             | 군위군 | 부계면 | 상행 연장 3,670m 하행 연장 3,712m |
| 둔덕천교                                                |                                             | 군위군 | 부계면 |                                   |
| 둔덕 교차로                                             | 한티로                                      | 군위군 | 부계면 |                                   |
| 제2석굴암교                                             |                                             | 군위군 | 부계면 |                                   |
| 제2석굴암 교차로                                        | 한티로                                      | 군위군 | 부계면 |                                   |
| 남천1교 대율천교                                        |                                             | 군위군 | 부계면 |                                   |
| 대율 교차로                                             | 한티로                                      | 군위군 | 부계면 |                                   |
| 남천2교                                                 |                                             | 군위군 | 부계면 |                                   |
| 현창 교차로                                             | 춘산1길                                     | 군위군 | 부계면 |                                   |
| 양지말 교차로                                           | 춘산2길                                     | 군위군 | 부계면 |                                   |
| 남천3교                                                 |                                             | 군위군 | 부계면 |                                   |
| 부계 교차로                                             | 지방도 제919호선 (치산효령로) 한티로 부흥로 | 군위군 | 부계면 | 지방도 제919호선과 중복           |
| 백학삼거리                                              | 지방도 제919호선 (치산효령로)               | 군위군 | 산성면 | 지방도 제919호선과 중복           |
| 삼산교 봉림교                                           |                                             | 군위군 | 산성면 |                                   |
| 봉림삼거리                                              | 지방도 제908호선 (갈티로)                   | 군위군 | 산성면 |                                   |
| 제2무암교 제1무암교                                     |                                             | 군위군 | 산성면 |                                   |
| 산성보건지소                                            | 부흥로                                      | 군위군 | 산성면 |                                   |
| 산성면사무소 산성초등학교(폐교) 화본역 산성중학교(폐교) |                                             | 군위군 | 산성면 |                                   |
| 화전리                                                  | 철길로                                      | 군위군 | 산성면 |                                   |
| 이지교                                                  |                                             | 군위군 | 의흥면 |                                   |
| (수북리)                                                | 국도 제28호선 (동부로)                      | 군위군 | 의흥면 |                                   |
| 의흥삼거리                                              | 읍내길                                      | 군위군 | 의흥면 |                                   |
| (이름 없음)                                             | 수서길                                      | 군위군 | 의흥면 |                                   |
| 수북교                                                  |                                             | 군위군 | 의흥면 |                                   |
| 지경재                                                  |                                             | 군위군 | 의흥면 |                                   |

### 경상북도(대구광역시군위군이북 지역)
| 이름                        | 접속 노선                                | 소재지 | 소재지                                            | 비고                                        |
| --------------------------- | ---------------------------------------- | ------ | ------------------------------------------------- | ------------------------------------------- |
| 지경재                      |                                          | 의성군 | 가음면                                            |                                             |
| 순호교                      | 순호마을길                               | 의성군 | 가음면                                            |                                             |
| 가음교 가음초등학교         |                                          | 의성군 | 가음면                                            |                                             |
| 가산리                      | 국가지원지방도 제68호선 (금성현서로)     | 의성군 | 가음면                                            | 국가지원지방도 제68호선과 중복              |
| 양지리                      | 현리낙천길                               | 의성군 | 가음면                                            | 국가지원지방도 제68호선과 중복              |
| 사미삼거리                  | 국가지원지방도 제68호선 (금성현서로)     | 의성군 | 가음면                                            | 국가지원지방도 제68호선과 중복              |
| 춘산초등학교 효선분교(폐교) |                                          | 의성군 | 춘산면                                            |                                             |
| 사곡초등학교 작승분교(폐교) |                                          | 의성군 | 사곡면                                            |                                             |
| (도평교 동단)               | 지방도 제930호선 (공룡로)                | 의성군 | 사곡면                                            | 지방도 제930호선과 중복                     |
| 오상교                      |                                          | 의성군 | 사곡면                                            | 지방도 제930호선과 중복                     |
| 오상삼거리                  | 치선오상길                               | 의성군 | 사곡면                                            | 지방도 제930호선과 중복                     |
| 신감삼거리                  | 지방도 제912호선 (의성사곡로)            | 의성군 | 사곡면                                            | 지방도 제912, 930호선과 중복                |
| (신감2리)                   | 지방도 제912호선 (의성사곡로)            | 의성군 | 사곡면                                            | 지방도 제912, 930호선과 중복                |
| 장티재                      |                                          | 의성군 | 사곡면                                            | 지방도 제930호선과 중복                     |
| 장티재                      | 옥산면                                   | 의성군 |                                                   | 지방도 제930호선과 중복                     |
| 실업리                      | 양지실업길                               | 의성군 |                                                   | 지방도 제930호선과 중복                     |
| 옥산면사무소                | 지방도 제930호선 (금봉로)                | 의성군 |                                                   | 지방도 제930호선과 중복                     |
| 옥천초등학교 입암교         |                                          | 의성군 |                                                   |                                             |
| 옥산삼거리                  | 지방도 제914호선 (의성길안로)            | 의성군 | 지방도 제914호선과 중복                           |                                             |
| 옥산교                      |                                          | 의성군 | 지방도 제914호선과 중복                           |                                             |
|                             | 점곡면                                   | 의성군 | 지방도 제914호선과 중복                           |                                             |
| 윤암삼거리                  | 지방도 제914호선 (의성길안로)            | 의성군 | 지방도 제914호선과 중복                           |                                             |
| 점곡교                      |                                          | 의성군 |                                                   |                                             |
| 사촌삼거리                  | 점곡길                                   | 의성군 |                                                   |                                             |
| 사촌교 송내교               |                                          | 의성군 |                                                   |                                             |
| 후평삼거리                  | 고운길                                   | 의성군 | 단촌면                                            |                                             |
| 무듬재                      |                                          | 의성군 | 단촌면                                            |                                             |
| 신기삼거리                  |                                          | 의성군 | 단촌면                                            |                                             |
| 팽목교                      |                                          | 안동시 | 일직면                                            |                                             |
| 팽목삼거리                  | 고운사길                                 | 안동시 | 일직면                                            |                                             |
| 귀미교                      |                                          | 안동시 | 일직면                                            |                                             |
| 망호 교차로                 | 국도 제5호선 지방도 제914호선 (경북대로) | 안동시 | 일직면                                            | 국도 제5호선과 중복 지방도 제914호선과 중복 |
| 소호교 일직교               |                                          | 안동시 | 일직면                                            | 국도 제5호선과 중복 지방도 제914호선과 중복 |
| 운산 교차로 (송리1교)       | 지방도 제914호선 (풍일로)                | 안동시 | 일직면                                            | 국도 제5호선과 중복 지방도 제914호선과 중복 |
| 송리교                      |                                          | 안동시 | 일직면                                            | 국도 제5호선과 중복                         |
| 광음1교                     |                                          | 안동시 | 일직면                                            | 국도 제5호선과 중복                         |
|                             | 남후면                                   | 안동시 |                                                   | 국도 제5호선과 중복                         |
| 광음 교차로 (광음2교)       | 큰광음길                                 | 안동시 |                                                   | 국도 제5호선과 중복                         |
| 광음3교                     | 암산길                                   | 안동시 | 국도 제5호선과 중복 상행 진출 불가 하행 진입 불가 |                                             |
| 남후교                      |                                          | 안동시 | 국도 제5호선과 중복                               |                                             |
| 무릉 교차로                 | 무릉길                                   | 안동시 | 국도 제5호선과 중복 상행 진입 불가 하행 진출 불가 |                                             |
| 남후1교 남후2교             |                                          | 안동시 | 국도 제5호선과 중복                               |                                             |
| 남후3교                     | 무릉길                                   | 안동시 | 국도 제5호선과 중복 상행 진출 불가 하행 진입 불가 |                                             |
| 사안교                      |                                          | 안동시 | 국도 제5호선과 중복                               |                                             |
| 사안교                      | 강남동                                   | 안동시 | 국도 제5호선과 중복                               |                                             |
| 무릉육교 원림교             |                                          | 안동시 | 국도 제5호선과 중복                               |                                             |
| 한티 교차로                 | 국도 제34호선 (남순환로)                 | 안동시 | 국도 제5호선과 중복                               |                                             |
| 수하육교                    |                                          | 안동시 | 국도 제5호선과 중복                               |                                             |
| (이름 없음)                 | 강남로                                   | 안동시 | 국도 제5호선과 중복                               |                                             |
| 안동대교                    |                                          | 안동시 | 국도 제5호선과 중복                               |                                             |
|                             | 태화동                                   | 안동시 | 국도 제5호선과 중복                               |                                             |
| 안동대교 북단               | 국도 제5호선 (경남대로)                  | 안동시 | 국도 제5호선과 중복                               |                                             |
| 하이마삼거리                | 광명로                                   | 안동시 | 옥동                                              |                                             |
| 송옥삼거리                  | 은행나무로                               | 안동시 | 송하동                                            |                                             |
| (계획중)                    |                                          | 안동시 | 송하동                                            | 미개통 구간                                 |
| (계획중)                    | 풍산읍                                   | 안동시 |                                                   | 미개통 구간                                 |
| (막곡리)                    | 지방도 제924호선 (풍산태사로)            | 안동시 | 지방도 제924호선과 중복                           |                                             |
| 증수교 상리1교              |                                          | 안동시 | 지방도 제924호선과 중복                           |                                             |
| 풍산초등학교                | 새동네길 하리들길                        | 안동시 | 지방도 제924호선과 중복                           |                                             |
| 하리삼거리                  | 풍산단호로                               | 안동시 | 지방도 제924호선과 중복                           |                                             |
| 안교사거리                  | 지방도 제924호선 (풍산태사로)            | 안동시 | 지방도 제924호선과 중복                           |                                             |
| 소산교                      |                                          | 안동시 |                                                   |                                             |
| 하회 교차로                 | 지방도 제914호선 (가곡로)                | 안동시 | 풍천면                                            | 종점                                        |
| 지방도 제916호선과 직결     |                                          |        |                                                   |                                             |

## 도로명
경상남도
- 창녕군 유어면 유어삼거리 ~ 이방면 이남삼거리 : 우포1대로
- 창녕군 이방면 이남삼거리 ~ 곡교 : 이방로
- 창녕군 이방면 곡교 ~ 송곡리 : 과학남로

대구광역시
- 달성군 구지면 대암리 ~ 당산삼거리 : 과학남로
- 달성군 구지면 당산삼거리 ~ 우곡교 : 우곡로

경상북도
- 고령군 우곡면 우곡교 ~ 개진면 열뫼삼거리 : 우곡로
- 고령군 개진면 열뫼삼거리 ~ 양전삼거리 : 개경포로
- 고령군 개진면 양전삼거리 ~ 대가야읍 헌문 교차로 : 성산로
- 고령군 대가야읍 헌문 교차로 ~ 운수면 월산 교차로 : 가야로
- 고령군 운수면 월산 교차로 ~ 성주군 선남면 광영 교차로 : 운용로
- 성주군 선남면 광영 교차로 ~ 성주대교 : 성주로

대구광역시
- 달성군 하빈면 성주대교 ~ 동곡 교차로 : 달구벌대로
- 달성군 하빈면 동곡 교차로 ~ 적산 교차로 : 강변대로

경상북도
- 칠곡군 왜관읍 적산 교차로 ~ (제2왜관교 동단) : 강변대로
- 칠곡군 왜관읍 (제2왜관교 동단) ~ 매원사거리 : 칠곡대로
- 칠곡군 왜관읍 매원사거리 ~ 가산면 다부원 교차로 : 호국평화로
- 칠곡군 가산면 다부원 교차로 ~ 동명면 동명사거리 : 경북대로
- 칠곡군 동명면 동명사거리 ~ 기성삼거리 : 한티로
- 칠곡군 동명면 기성삼거리 ~ 가좌 교차로 : 팔공산로
- 칠곡군 동명면 가좌 교차로 ~ 군위군 부계면 부계 교차로 : 팔공산터널로
- 군위군 부계면 부계 교차로 ~ 산성면 백학삼거리 : 치산효령로
- 군위군 산성면 백학삼거리 ~ 의성군 가음면 가산리 : 산성가음로
- 의성군 가음면 가산리 ~ 사미삼거리 : 금성현서로
- 의성군 가음면 사미삼거리 ~ 사곡면 신감삼거리 : 사미신감로
- 의성군 사곡면 신감삼거리 ~ (신감2리) : 의성사곡로
- 의성군 사곡면 (신감2리) ~ 옥산면 옥산삼거리 : 신감옥산로
- 의성군 옥산면 옥산삼거리 ~ 점곡면 윤암삼거리 : 의성길안로
- 의성군 점곡면 윤암삼거리 ~ 안동시 일직면 망호 교차로 : 일직점곡로
- 안동시 일직면 망호 교차로 ~ 태화동 안동대교 북단 : 경북대로
- 안동시 태화동 안동대교 북단 ~ 송하동 송옥삼거리 : 하이마로
- 안동시 풍산읍 막곡리 ~ 안교사거리 : 풍산태사로
- 안동시 풍산읍 안교사거리 ~ 풍천면 하회 교차로 : 지풍로